# Dresdner Tanzsinfoniker
Die Dresdner Tanzsinfoniker waren ein Tanzorchester aus Dresden, das ab 1946 existierte und bei seiner Auflösung 2002 das dienstälteste europäische Orchester seiner Art war.

## Geschichte
Das Ensemble wurde Pfingsten 1946 durch den Pianisten Joe Dixie gegründet; zunächst trug es den Namen Original Dixies. Als der Gründer 1951 in den Westen ging, führte Günther Karpa die Band weiter und orientierte sie mehr in Richtung Jazz; sie führte nun den Namen Dresdner Tanzsinfoniker. In ihrer Tanzorchesterbesetzung kombinierten die Tanzsinfoniker die klassische Bigband-Besetzung mit einer Streichergruppe. Günter Hörig, der Ende 1951 als Nachfolger von Joe Dixie am Piano in das Orchester kam, übernahm 1953 die Leitung des Orchesters und behielt die Orientierung an Swing und Mainstream Jazz bei. Zur Formation gehörten Musiker wie Friwi Sternberg, Hans Hempel, Heinz Holek, Lothar Spiller, Manfred Pieper, Siegfried Ludwig, Walter Göpfert, Walter Hartmann, Helmut Vietze, Dieter Walter  oder Willy Baumgärtel. Unter Hörigs Leitung entwickelten sich die Tanzsinfoniker zu einem der führenden Klangkörper im Bereich Jazz und Tanzmusik in der DDR, der auch international renommiert war. Es war auch an Plattenaufnahmen mit Popsängern wie Gerhard Graul und an Filmmusiken (wie Maibowle, Heroin oder Rendezvous mit unbekannt) beteiligt. Auch waren Teilformationen des Ensembles aktiv, etwa das „Moderne Sextett der Dresdner Tanzsinfoniker“ oder die „Dixielandgruppe der Dresdner Tanzsinfoniker“.
Hörig begründete 1962 gemeinsam mit einigen Mitgliedern der Tanzsinfoniker an der Hochschule für Musik Carl Maria von Weber Dresden die Fachrichtung „Tanz- und Unterhaltungsmusik“, aus der die heutige Fachabteilung „Jazz, Rock, Pop“ hervorging. Deutschlandweit wurde durch diese Initiative der Tanzsinfoniker erstmals erreicht, dass eine Einrichtung eine Vollausbildung zum Jazz- bzw. Unterhaltungsmusiker mit einem Diplomabschluss anbot.

## Diskographische Hinweise
- Dresdner Tanzsinfoniker (Leitung Günter Hörig) Das Porträt (Amiga 1986)